# Had (bog)
Had (grč. ᾍδης, Haidēs; Ἀΐδης, Aïdēs) u grčkoj mitologiji bog je mrtvih i podzemnog svijeta, Hada. Kronov je i Rejin sin, olimpski bog. Njegovo grčko ime Pluton (Πλούτων, Ploutōn) kao pandan su u rimsku mitologiju preuzeli stari Rimljani.

## Etimologija
Hadovo grčko ime najvjerojatnije potječe od aides = "neviđen" (o čemu raspravlja Platon u Kratilu), iz ie. * n̥-wid- = "nevidljiv", "neviđen", što se može povezati s njegovom kacigom nevidljivosti.
Hadovo ime Pluton prvotno je bilo eufemizam jer su se ljudi bojali izgovoriti njegovo ime. Riječ je označivala bogatstvo, u metaforičnom smislu da Had obiluje dušama, jaucima i suzama. Epiteti su mu također bili i: Clymenus ("zloglasni"), Eubuleus ("koji dobro pogađa") i Polydegmon ("koji mnogo prima").

## Karakteristike
Za razliku od modernih konotacija kao zlog Hada nekoć je prikazivan više kao pasivan, a ne zao. Njegova je uloga bila održavanje ravnoteže.
Prikazivan je s kacigom koju mu je dao Kiklop i koja ga je činila nevidljivim. Katkad je posuđivao kacigu i bogovima i smrtnicima, primjerice Perzeju. Sjedio je na tronu od ebanovine. Hadovo oružje bile su vile s dva zuba kojima je uništavao sve što mu se ne bi svidjelo, baš kao i Posejdon svojim trozubom. Znak njegove moći bio je štap s pticom na vrhu s kojim je vodio sjene mrtvih u podzemlje. Njegova tamna kočija koju su vukla četiri potpuno crna konja uvijek je izazivala strahopoštovanje. Također je prikazivan s narcisom i čempresom te ključem Hada. Uz njega je uvijek bio i Kerber, višeglavi pas koji je čuvao vrata podzemlja.

## Mitologija

### Život
Had je Kronov i Rejin sin, Zeusov i Posejdonov te Hestijin, Demetrin i Herin brat.
Kad je odrastao, Zeus je uspio prisiliti oca da povrati svoje potomke (Kron ih je sve osim Zeusa bio progutao), Zeus, Posejdon i Had sudjelovali su u Titanomahiji, ratu Titana, a Kiklopi su im darovali oružja: Zeus je dobio munju, Had kacigu nevidljivosti, a Posejdon trozubac. U noći prije prve bitke Had se odšuljao do uporišta Titana i uništio im oružje. Na posljetku su bogovi pobijedili, a trojica braće izvlačila su slamke da bi raspodijelili područja vladanja. Zeus je lukavstvom dobio nebo i zemlju, Posejdon mora, a Had podzemni svijet.

### Vladanje
Had je vladao mrtvima, a pomagali su mu demoni koji su ga bespogovorno slušali. Mrtvi nisu smjeli odlaziti iz podzemlja, a ni živi u nj, jer bi se Had razbjesnio. Svi koji su ulazili u podzemni svijet uglavnom su bili junaci: Heraklo, Odisej, Eneja, Orfej, Tezej i Psiha. Nijedan od njih nije bio zadovoljan onime što vidi, a o tome govori i Homer u Odiseji.
Nije bio pretjerano voljen ni od bogova niti od smrtnika zbog svoje tamne i morbidne osobnosti. Premda je Had vladao podzemljem, on nije bio personifikacija smrti. To je bio Tanatos (Thanatos), bog smrti.
Kad su Grci htjeli umiriti Hada, lupali su glavama o tlo da bi bili sigurni da ih čuje. Žrtvovali su mu crne životinje, posebice ovce, a moguće je da su postojale i ljudske žrtve. Žrtvena je krv skupljana u jame i bunare da bi bili sigurni da će doći do Hada, a osoba koja je prinosila žrtvu morala je okrenuti glavu. Svakih stotinu godina održavale su se stoljetne igre u njegovu čast.

### Otmica Perzefone
Perzefona je bila Zeusova i Demetrina kći. Jednoga je dana brala cvijeće s nimfama ili pak, prema Homerskim himnama, s Atenom i Artemidom na polju. Odjednom je Had probio tlo i izašao iz podzemnoga svijeta te ju je oteo i poveo sa sobom. Demetra je čula krik svoje kćeri i potrčala u pomoć, ali već je bilo kasno. Shrvana je Demetra pretvorila nimfe u Sirene jer se nisu umiješale. Demetra je lutala svijetom devet dana bez hrane i pića, sve dok joj Helije, bog Sunca koji sve vidi, nije rekao gdje je.
Had ju je duboko volio i nije ju htio pustiti iz podzemnoga svijeta. Oženio se njome i dao joj da kuša zrna šipka (kad bi netko kušao nešto iz podzemnoga svijeta, više se nije mogao vratiti na zemlju). Demetra se potom zatvorila u svoj hram u Eleuzini te na svijet poslala neplodnost uzrokovavši velike neizdržive katastrofe i za ljude i za bogove. Ljudi su molili Zeusa da nešto učini, a umiješali su se i ostali bogovi, a i sama je Demetra tražila pomoć.
Budući da je nije mogao potpuno vratiti jer je jela zrna šipka, poslao je Hermesa da pregovara s Hadom. Određeno je da Perzefona trećinu godine živi u podzemnome svijetu s Hadom, a ostatak godine na zemlji. U drugoj inačici mita Hekata je spasila Perzefonu.

## Vanjske poveznice
- Had u klasičnoj literaturi i umjetnosti (engl.)
- Had u grčkoj mitologiji (engl.)